# Antonio Fasanella
Antonio Fasanella (Cori, ca. 1470 – 1524) è stato un notaio e cronista italiano, è vissuto a Cori, all'epoca città dello Stato Pontificio.

## Biografia
Antonio Colassi, nipote di notaio e discendente di una famiglia insediata a Cori fin dagli inizi del XV secolo, secondo Laurienti nacque intorno al 1470 e per primo assunse il cognome Fasanella. Lo stesso Laurienti afferma che sposò Minnella, da cui ebbe cinque figli: Bernardino, Cesare, Faustino, Crescenzio e Rosa. Bernardino divenne parroco di San Salvatore a Cori, mentre Cesare si diede alla professione notarile tipica dei Colassi, poi Fasanella.
Seguendo le orme del nonno Pietro, anche Antonio Fasanella esercitò la professione di notaio, attestata da due volumi, o protocolli, di atti: uno del periodo 1493-1500, l'altro degli anni 1509-1514. Considerato che Fasanella era ancora operante a Cori nel 1522, si deve supporre una parziale dispersione dei suoi protocolli, rilevabile del resto anche per gli atti di altri notai coresi di quel periodo.
All'attività di notaio Antonio Fasanella, come molti suoi concittadini, affiancò quella di imprenditore agricolo, impegnato nella viticoltura e vinificazione, nel commercio di grano e nell'allevamento; raggiunse un alto livello di prosperità, come testimonia il fatto che nel 1519 egli occupava l'ottavo posto della graduatoria dei novantasette possidenti coresi che prestarono 40 ducati al Comune.
La perdita di parte delle carte dell'archivio comunale consente di ricostruire il ruolo da lui svolto nell'amministrazione della comunità di Cori solo nell'anno 1519: si sa che fu membro del "Consiglio particolare" in rappresentanza del terziere di Porta Romana (o Velletrana), dove abitava, e che fece parte dei 17 "massari" incaricati di occuparsi della "strata antiqua"; nel novembre 1519 fu nominato nel collegio dei sindacatori deputati al controllo finale dell'operato dei priori e degli altri ufficiali uscenti del Comune. Dai verbali delle sedute consiliari risulta che Fasanella prese spesso la parola per proporre soluzioni ragionevoli ai numerosi problemi economici e istituzionali che il Comune era chiamato ad affrontare. In particolare, durante la seduta del Consiglio generale tenutasi il 20 febbraio 1519 in presenza di uno dei Conservatori della Camera Capitolina per esaminare alcune irregolarità di carattere amministrativo e giudiziario, Fasanella auspicò una revisione degli statuti della città nel senso di un'ulteriore limitazione dell'autonomia di Cori nel suo rapporto di vassallaggio con Roma; propose infatti che il Comune di Roma inviasse ogni anno a Cori un "governatore" munito dei poteri amministrativi e giudiziari fino allora ripartiti tra il podestà (nominato da Roma) e il giudice e i priori, ufficiali di nomina comunale. 
Il notaio Antonio morì agli inizi del 1524, probabilmente nel palazzo situato tra la Porta Romana e la Collegiata di Santa Maria della Pietà di Cori, dove la sua famiglia continuò a risiedere e fino alla metà dell'Ottocento.

## Opere
Alla fine del primo protocollo il notaio Fasanella volle scrivere quello che si può chiamare il suo Diario corese: una breve cronaca in volgare degli avvenimenti che tra il 1495 e il 1504 lasciarono una profonda traccia nella sua mente, a partire dal devastante transito dell'esercito del re francese Carlo VIII; questa volontà viene dichiarata nell'incipit della cronaca: «Queste sonno le tribulationi havute in nella terra de Core imprimo et inella Italia». Difatti, in primo piano emergono le "tribolazioni", ansie e frustrazioni che egli condivise con i suoi concittadini, e soprattutto le angosce provocate dalle guerre e dai ripetuti passaggi di truppe ed eserciti che turbarono gravemente la vita della comunità. 
Fasanella è l'unica fonte circa alcuni avvenimenti verificatisi nella città di Cori, come il soggiorno a Cori nell'aprile 1497 di un predicatore che persuase la popolazione a fare ammenda dei propri peccati, e aggiunge dettagli inediti alla narrazione del viaggio fatto nel maggio del 1501 da papa Alessandro VI, che si mosse da Roma per visitare la restaurata fortezza di Sermoneta, allora sotto il dominio della figlia Lucrezia Borgia. Il papa fece sosta, con un seguito di 500 cavalli, presso Cisterna, dove tutti i coresi furono costretti a portare generi alimentari, pane, vino, orzo, carne, frutta e molto altro; e lo stesso dovettero fare nel viaggio di ritorno del pontefice. 
Tuttavia la cronaca non si limita all'ambito cittadino, ma apre l'orizzonte d'interesse alla situazione di Roma e di tutta l'Italia dedicando spazio alla caduta di Milano e di Ludovico il Moro, alla minuziosa descrizione delle tappe fatte nel Lazio meridionale dall'esercito francese in marcia verso Napoli nel 1501 e alla spedizione militare nei territori delle Marche e della Romagna condotta da Cesare Borgia, duca di Valentinois e figlio del papa. Il testo si conclude con la battaglia del Garigliano (28 dicembre 1503), episodio decisivo della guerra tra Francia e Spagna per la conquista del Regno di Napoli, vinta dagli spagnoli di Gonzalo Fernández de Córdoba. Il cronista non risparmia dettagli sulle vicissitudini dei soldati francesi in fuga da Gaeta dopo aver consegnato agli spagnoli armi e indumenti: molti di loro morirono per la fame, il freddo e le aggressioni delle popolazioni locali durante la marcia verso Roma e la loro patria. 
Nel suo Diario corese Fasanella esprime un sentimento ampiamente condiviso dagli abitanti di Cori e di tutti i luoghi investiti da questa stagione di eccezionale conflittualità: la più completa avversione alla guerra, vista come espressione di ferocia e prepotenza, anche verso le popolazioni civili, obbligate a sostenere gran parte degli oneri per il mantenimento delle truppe, con effetti disastrosi per le economie locali.